# سيانغ فو
مدينة سيانغ فو سابقا كانت تسمى مقاطعة كايفنغ، وهي مدينة في كايفنغ، خنان، الصين.